# Tratado de La Jaunaye

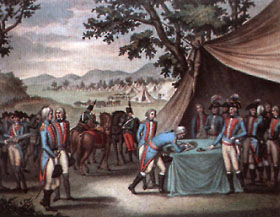
Assinatura do Tratado de La Jaunaye.

O Tratado de La Jaunaye é um acordo de paz assinado em 17 de fevereiro de 1795 na mansão de La Jaunaye, em Saint-Sébastien, perto de Nantes, durante a Guerra da Vendeia.
O texto é assinado apenas por representantes da Convenção. O acordo foi aceite pelo General Charette, chefe do Exército de Bas-Poitou e Pays de Retz, e pelo General Sapinaud, chefe do Exército do Centro. Por outro lado, foi rejeitado pelo General Stofflet, líder do Exército de Anjou.
O acordo foi quebrado por Charette em 24 de junho de 1795, na sequência da expedição Quiberon.